# Железничка станица Кошунај
Железничка станица Кошунај (јап. 光珠内駅) (Kōshunai-eki) је железничка станица у Јапану у граду Бибај, Хокаидо на линији Хакодате, оператера Хокаидо железница.

## Линија
- Хокаидо железница
  - Главна линија Хакодате, станица А15

## Опис станице
Железничка станица Кошунај има два колосека са два бочна перона.
| 1 | ■Главна линија Хакодате | за Ивамизава, Сапоро и Отару      |
| 2 | ■Главна линија Хакодате | за Такикава, Фукагава и Асахикава |

## Суседне станице
| «                      | «                      | Сервис                 | »                      | »                      |
| Главна линија Хакодате | Главна линија Хакодате | Главна линија Хакодате | Главна линија Хакодате | Главна линија Хакодате |
| ---------------------- | ---------------------- | ---------------------- | ---------------------- | ---------------------- |
| Миненобу               | Миненобу               | деоница брзи           | Бибај                  | Бибај                  |
| Миненобу               | Миненобу               | локал                  | Бибај                  | Бибај                  |